# Morphoeuops
Morphoeuops es un género de coleóptero de la familia Attelabidae.

## Especies
Las especies de este género son:
- Morphoeuops carinatus
- Morphoeuops kontumenis
- Morphoeuops yunnanicus